# Lesná u Velké Chyšky

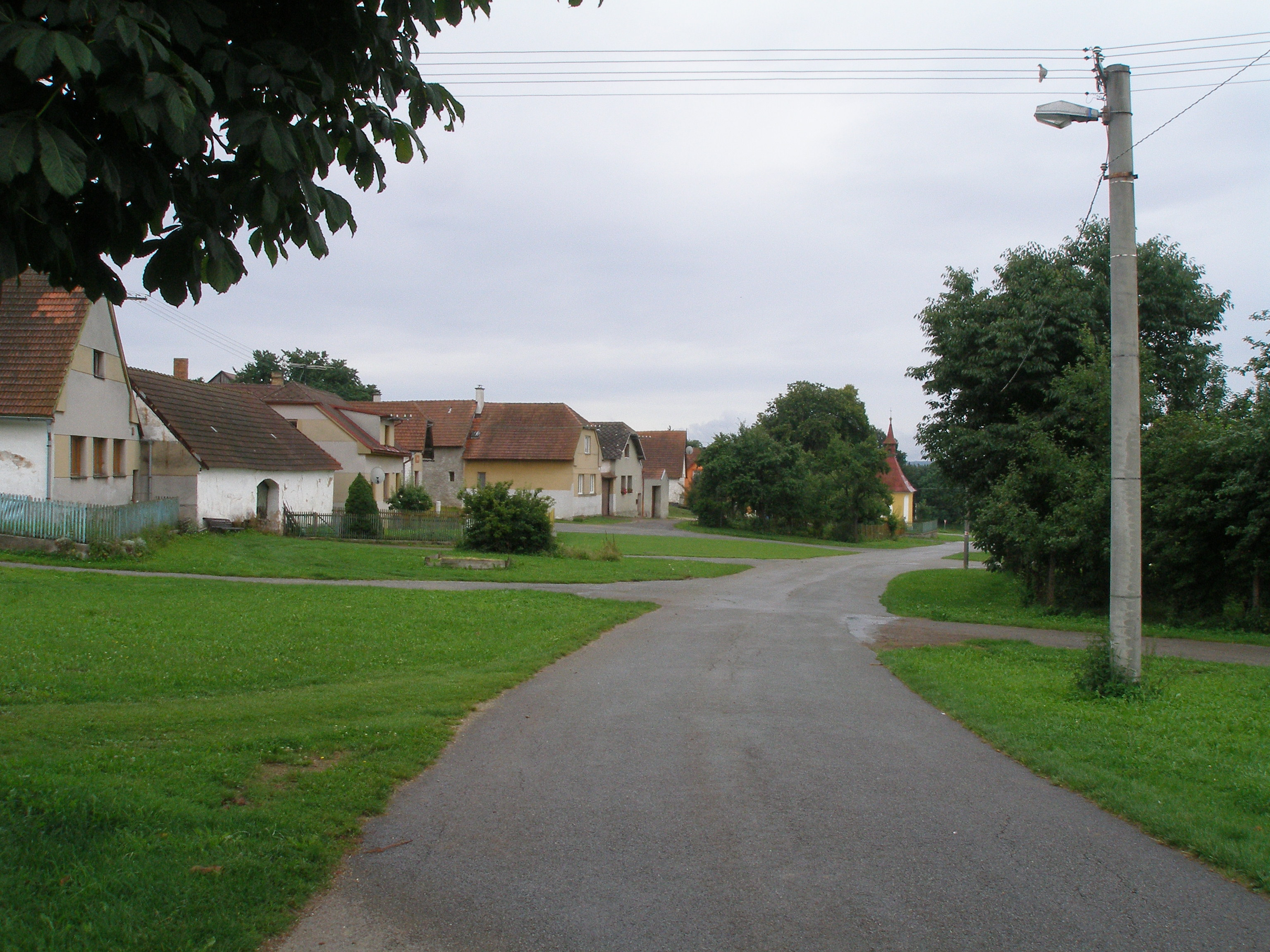
Lesná u Velké Chyšky

Lesná (deutsch Lesna)  ist eine Gemeinde in Tschechien. Sie liegt 15 Kilometer nordwestlich von Pelhřimov und gehört zum Okres Pelhřimov.

## Geographie
Lesná befindet sich am südöstlich des Stražiště (744 m) in der Böhmisch-Mährischen Höhe.  Der Ort liegt in der Quellmulde eines linken Zufluss zur Trnávka. Im Westen liegen die Reste der Burg Smolín (Pechburg).
Nachbarorte sind Babice im Norden, Dobroměřice im Nordosten, Kyjov und Hořepník im Osten, Horní Dvůr und Březina im Südosten, Samšín im Süden, Velká Chyška im Südwesten, Bratřice im Westen sowie Útěchovice pod Stražištěm im Nordwesten.

## Geschichte
Die erste urkundliche Erwähnung von Lesná erfolgte im Jahre 1299. Der von ungarischen Siedlern in der 2. Hälfte des 13. Jahrhunderts gegründete Ort befand sich ursprünglich westlich des heutigen Dorfes bei der Pechburg, zu der er auch gehörte. Die Burg liegt seit 1578 wüst. Eingepfarrt war das Dorf seit dem 17. Jahrhundert nach Hořepník.
Nach der Ablösung der Patrimonialherrschaften wurde Lesná eine selbständige Gemeinde, zu der bis in die zweite Hälfte des 20. Jahrhunderts der Ortsteil Kyjov (Kühhof) gehörte, der heute Teil von Buřenice ist. Im Jahre 1967 wurde Lesná nach Velká Chyška eingemeindet, seit 1990 ist es wieder selbständig.

## Gemeindegliederung
Für die Gemeinde Lesná sind keine Ortsteile ausgewiesen.

## Sehenswürdigkeiten
- Kapelle am Dorfplatz
- Stražiště mit Wallfahrtskapelle des Hl. Johannes an einer wundertätigen Quelle sowie Fernseh- und Rundfunksender
- wüste Burg Smolín (Pechburg)